# Danique Ypema
Danique Ypema (20 november 1999) is een Nederlands voetbalspeelster die momenteel uitkomt voor Feyenoord. Ypema begon haar voetbalcarrière bij CVV Berkel. Ze speelde in het zeizoen 2018.19 bij SC Heerenveen in de verdediging, en ging een seizoen later naar FC Twente. In de zomer van 2022 vertrok ze naar Feyenoord.
Ypema kwam vanuit de KNVB-opleiding van CTO Amsterdam naar SC Heerenveen.

## Statistieken
| Seizoen | Club       | Land      | Competitie         | Wedstrijden | Doelpunten |
| ------- | ---------- | --------- | ------------------ | ----------- | ---------- |
| 2018/19 | Heerenveen | Nederland | Eredivisie         | 22          | 1          |
| 2019/20 | FC Twente  | Nederland | Eredivisie         | 10          | 0          |
| 2020/21 | FC Twente  | Nederland | Eredivisie         | 18          | 0          |
| 2021/22 | FC Twente  | Nederland | Eredivisie         | –           | –          |
| 2023/24 | Feyenoord  | Nederland | Vrouwen Eredivisie |             |            |
| Totaal  | Totaal     | Totaal    | Totaal             | 50          | 1          |

Laatste update: aug 2021

## Interlands
Op 26 maart 2014 kwam ze voor het eerst internationaal voor Oranje O15 in actie tegen België O15. Vervolgens speelde ze in Oranje O16, Oranje O17, O19 en O20.
1 Weimar ·
2 Waldus ·
4 Verspaget ·
5 Obispo ·
6 Brandau ·
7 Teulings ·
8 Pijnenburg ·
9 Koopman ·
10 Van de Westeringh ·
11 Henry ·
14 De Graaf ·
15 Koga ·
16 Van Eijk ·
17 Van der Sluijs ·
18 Heij ·
19 Haesakkers ·
20 Szymczak ·
21 Van Bentem ·
23 Itamura ·
24 Baptiste ·
25 Van de Lavoir ·
26 De Paus ·
27 DellaPeruta ·
28 Hulswit ·
33 Van Kerkhoven ·
42 Buabadi ·
Coach: Torny
Assistent-coach: Pieters
Assistent-coach: Tjaden
Keeperstrainer: Van der Kaaij